# 蒼い乳房
『蒼い乳房』（あおいちぶさ）は、谷村志穂による日本の恋愛小説の短編小説、およびそれを表題作とする短編集。
2007年11月に新潮文庫から文庫オリジナルで発刊された。表題作「蒼い乳房」は『海猫』の主人公・野田薫の少女時代を描いている。

## 収録作品
- 夜のほとり
- 雪はどんなもの?
- White love
- キャメルのコートを私に
- サボタージュ
- キャンプ
- 赤い靴のソウル
- 娘の誕生日
- ヒトリシズカ
- 蒼い乳房